# Lanfranco Grimaldi
Lanfranco Grimaldi va néixer vora els anys 1210-1215 i va morir probablement l'any 1293.
Fou el successor de la dinastia Grimaldi després del seu pare Grimaldo Grimaldi. La seva mare era Oriette de Castro i tenia els següents germans: Luchetto Grimaldi, Antonio Grimaldi i Devot Grimaldi. Es va casar amb Aurelia del Carretto, germana de marquesos (1254 - 1307); i junts van tenir la següent descendència: Andaro Grimaldi, que es va convertir en baró de Bueil, Rainieri I Grimaldi, el futur Senyor de Mònaco i de Cagnes; i Antonio Grimaldi. Diverses fonts afirmen que Lanfranco Grimaldi fou un reconegut pirata que freqüentava la Roca de Mònaco.